# Lista över fornlämningar i Norrtälje kommun (Riala)
Lista över fornlämningar i Norrtälje kommun (Riala) är en förteckning av ett urval av de fornlämningar som finns i Riala i Norrtälje kommun.